# 天主教邦美蜀教区
天主教邦美蜀教區（越南語：Giáo phận Ban Mê Thuột）是越南一個羅馬天主教教區，屬順化總教區。包括多樂省和得農省以及平福省的一部分。
2011年，有317,726名教友，估轄區總人口12.3%，有59個堂區、105名司鐸、32名修士、293名修女。現任主教為阮文彬。其座堂是耶穌聖心座堂。
1967年6月22日自大叻和崑嵩教區析出，升為教區。